# Giacinto Rizzolio
Giacinto Rizzolio, detto Gino (Cornigliano Ligure, 29 aprile 1919 – Genova, 29 luglio 1944), è stato un partigiano e militare italiano.

## Biografia
Giacinto Rizzolio nacque nel 1919 nel comune di Cornigliano Ligure, da Luigi Rizzolio e Ida Verdi. Di professione operaio, lavorava presso il reparto stampi dello stabilimento San Giorgio di Sestri Ponente (GE). Dal 1942 prestò servizio militare come sommergibilista nella Regia Marina, e fu decorato col Distintivo d'onore. Dopo l'armistizio, aderì al Partito Comunista Italiano e partecipò alla resistenza partigiana, divenendo comandante di uno dei Gruppi di Azione Patriottica (GAP) operanti a Genova. Prese parte a varie operazioni partigiane nel capoluogo ligure e alla distribuzione clandestina di materiale antifascista.
Secondo le indagini della polizia politica della questura di Genova, fu lui a sparare tre colpi di pistola alla schiena del maggiore Diego Palumbo mentre si trovava seduto al bar Dogali di via Cantore l'11 aprile 1944. Il 1º luglio 1944, insieme a Riccardo Masnata, prese parte all'agguato in via Dattilo a Sampierdarena contro Antonio Baffigo e Antonio Bruzzone, due militi della Guardia Nazionale Repubblicana. Baffigo perì all'istante mentre Bruzzone riuscì a rispondere al fuoco mettendo in fuga gli attentatori, ma fu comunque ferito a morte.
Tradito dalla delazione del partigiano Mario Cassurino, il 20 luglio 1944 fu catturato dalla Squadra Politica della questura mentre si trovava a Cornigliano. Venne così imprigionato all'interno dell'edificio della questura genovese. Sommariamente processato dal tribunale straordinario fascista tra le 3 e le 4 del mattino del 29 luglio 1944, Rizzolio fu condannato a morte per l'omicidio di Baffigo e Bruzzone.
Insieme a Rizzolio, furono condannati a morte Aleandro Longhi, Goffredo Villa, Mario Cassurino e Balilla Grillotti. Alle ore 5 dello stesso giorno furono fucilati alle spalle presso Forte San Giuliano da un plotone composto da militi delle Brigate Nere, episodio passato alla storia come "Strage di Forte San Giuliano".
A Rizzolio venne intitolata una brigata Garibaldi SAP, la 576ª, operativa nella sesta zona a Genova, della quale fece parte un altro martire della Resistenza ligure: Ernesto Savio, caduto il 24 aprile 1945, giorno dell'insurrezione generale.
Per le azioni durante la lotta partigiana, Giacinto Rizzolio fu poi insignito della medaglia d'argento al valor militare alla memoria.